# Condado de Green (Wisconsin)
O Condado de Green é um dos 72 condados do Estado americano do Wisconsin. A sede do condado é Monroe, e sua maior cidade é Monroe. O condado possui uma área de 1 514 km² (dos quais 2 km² estão cobertos por água), uma população de 33 647 habitantes, e uma densidade populacional de 22 hab/km² (segundo o censo nacional de 2000). O condado foi fundado em 1836.